# Cuenta corriente mercantil
El contrato de cuenta corriente mercantil es aquel pacto por el cual dos partes estipulan que los créditos que puedan nacer de sus relaciones de negocios y comerciales perderán su individualidad propia al entrar en una cuenta común, para convertirse en simples partidas del Debe o el Haber, de tal forma que únicamente será exigible su saldo a la hora del cierre de la cuenta la cual se producirá en la época por ellos convenida.

## Efectos
- Los créditos anotados pierden su fisionomía propia y pasan a ser simples asientos de contabilidad.
- En el momento de cierre de la cuenta, el saldo definitivo viene a sustituir a todos los asientos inscritos en ella
- Se produce una novación ya que el objeto de este contrato conlleva el "animus novandi"
- Nuevo plazo de prescripción desde la fecha en que los contratantes aceptan el saldo final
- Cabe destacar que no se conoce quién es acreedor o deudor hasta el cierre de la cuenta corriente.

## Naturaleza Jurídica
Las teorías que respectan la naturaleza jurídica del contrato de cuenta corriente mercantil, pueden presentarse como:
1. Operación de Contabilidad:
 La cuenta corriente mercantil respondería a un simple estado de hechos en virtud de las operaciones que realizan las personas. Todos los participantes de la cuenta únicamente vislumbrarían operaciones de haber y deber, mas no un contrato propiamente tal.
2. Combinación de contratos:
El contrato de cuenta corriente combinaría diferentes contratos no conformando ninguno en especial, siendo que cuenta con características propias de crédito recíproco, depósito y mandato, además de casión y transferencia o novación en ciertos casos. (Ver al respecto, Pardessus, Peigne, Dalloz y Namur)
3. Ente Moral:
Teoría que únicamente tiene un valor histórico, mas no práctico.
4. Contrato Autónomo:
 Se entiende la Cuenta Corriente Mercantil como un contrato con características propias y bien definidas, no poniéndose de acuerdo la doctrina y la jurisprudencia al establecer si presenta un carácter real o consensual.

## Textos Consultados
- FERNANDEZ, Raimundo y LEON, Roberto. "Tratado Teórico -Práctico de Derecho Comercial", Tomo III -D, Argentina, Editorial Depalma, Argentina, 1992.

- Datos: Q5793739